# Coppa Bernocchi 2016

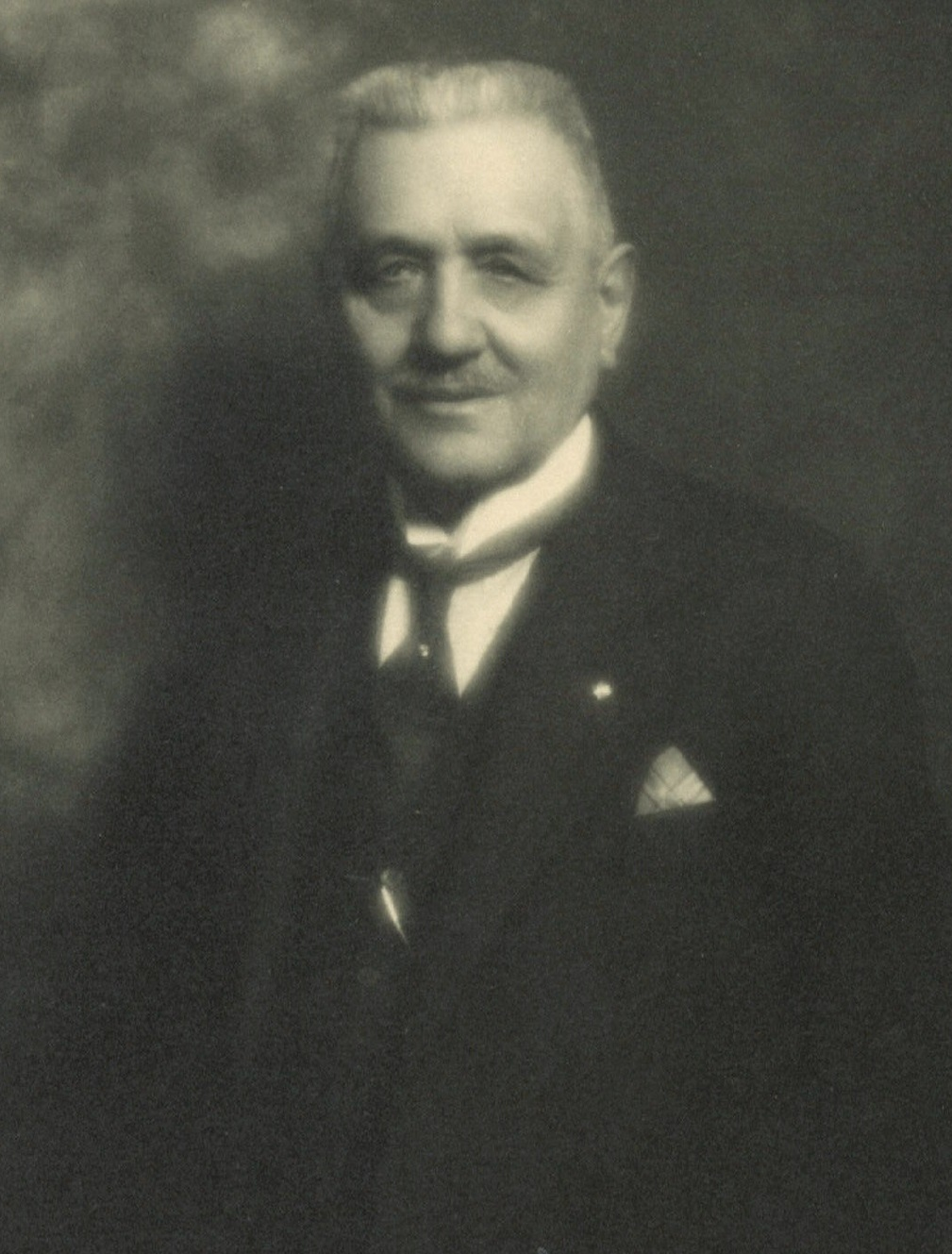
Antonio Bernocchi, Fondateur et mécène de la Coupe Bernocchi, Legnano, 1919

La Coppa Bernocchi 2016 est une course d'un jour de catégorie 1.1 disputé le 14 septembre autour de Legnano. 

## Présentation

### Équipes
| WorldTeams (2)- Astana - Lampre-Merida Équipes continentales professionnelles (10)- Androni Giocattoli-Sidermec - Bardiani CSF - Wilier Triestina-Southeast - Nippo-Vini Fantini - CCC Sprandi Polkowice - Gazprom-RusVelo - Caja Rural-Seguros RGA - Fortuneo-Vital Concept - Team Novo Nordisk - Team Roth Équipes continentales (10)- GM Europa Ovini - Unieuro Wilier - D'Amico Bottecchia - Dimension Data-Qhubeka - Norda-MG.Kvis - Kolss-BDC - Tirol - Amore & Vita-Selle SMP - Meridiana Kamen - Parkhotel Valkenburg Continental Équipe nationale- Italie |
| |

### Classement général
| \| Classement général \| Classement général \| Classement général \| Classement général \| Classement général \| \| Coureur \| Coureur \| Pays \| Équipe \| Temps \| \| ------------------ \| ----------------------- \| ------------------ \| --------------------------- \| ------------------ \| \| 1er \| Giacomo Nizzolo \| Italie \| Italie \| 4 h 25 min 53 s \| \| 2e \| Nicola Ruffoni \| Italie \| Bardiani CSF \| + 0 s \| \| 3e \| Paolo Simion \| Italie \| Bardiani CSF \| + 0 s \| \| 4e \| Carlos Barbero \| Espagne \| Caja Rural-Seguros RGA \| + 0 s \| \| 5e \| Filippo Pozzato \| Italie \| Wilier Triestina-Southeast \| + 0 s \| \| 6e \| Davide Viganò \| Italie \| Androni Giocattoli-Sidermec \| + 0 s \| \| 7e \| Ryan Gibbons \| Afrique du Sud \| Dimension Data for Qhubeka \| + 0 s \| \| 8e \| Gian Marco Di Francesco \| Italie \| Norda-MG.Kvis \| + 0 s \| \| 9e \| Roman Maikin \| Russie \| Gazprom-RusVelo \| + 0 s \| |                         |                |                             |                 |
| |                         |                |                             |                 |
| |                         |                |                             |                 |
| Classement général |                         |                |                             |                 |
| Coureur | Coureur                 | Pays           | Équipe                      | Temps           |
| 1er | Giacomo Nizzolo         | Italie         | Italie                      | 4 h 25 min 53 s |
| 2e | Nicola Ruffoni          | Italie         | Bardiani CSF                | + 0 s           |
| 3e | Paolo Simion            | Italie         | Bardiani CSF                | + 0 s           |
| 4e | Carlos Barbero          | Espagne        | Caja Rural-Seguros RGA      | + 0 s           |
| 5e | Filippo Pozzato         | Italie         | Wilier Triestina-Southeast  | + 0 s           |
| 6e | Davide Viganò           | Italie         | Androni Giocattoli-Sidermec | + 0 s           |
| 7e | Ryan Gibbons            | Afrique du Sud | Dimension Data for Qhubeka  | + 0 s           |
| 8e | Gian Marco Di Francesco | Italie         | Norda-MG.Kvis               | + 0 s           |
| 9e | Roman Maikin            | Russie         | Gazprom-RusVelo             | + 0 s           |

## UCI Europe Tour
La Coppa Bernocchi 2016 est une course faisant partie de l'UCI Europe Tour 2016 en catégorie 1.1, les 25 meilleurs temps du classement final emporte donc de 125 à 3 points.
| Position | 1er | 2e | 3e | 4e | 5e | 6e | 7e | 8e | 9e | 10e | 11e | 12e | 13e | 14e | 15e | 16e | 17e | 18e | 19e | 20e | 21e | 22e | 23e | 24e | 25e |
| -------- | --- | -- | -- | -- | -- | -- | -- | -- | -- | --- | --- | --- | --- | --- | --- | --- | --- | --- | --- | --- | --- | --- | --- | --- | --- |
| PTS UCI  | 125 | 85 | 70 | 60 | 50 | 40 | 35 | 30 | 25 | 20  | 15  | 10  | 5   | 5   | 5   | 3   | 3   | 3   | 3   | 3   | 3   | 3   | 3   | 3   | 3   |